# Ral·li Liepāja
El Ral·li de Letònia (oficialment i en anglès Rally Latvia), conegut fins al 2024 com a Ral·li Liepāja, és una prova de ral·li que se celebra anualment als voltants de les localitats de Liepāja i Ventspils (Letònia) des de l'any 2013.
Des de la seva creació va formar part del Campionat Europeu de Ral·lis, si bé al 2024 va entrar per primera vegada a formar part del Campionat Mundial de Ral·lis.
Originalment es disputava sobre trams coberts de neu i gel, però des del 2016 és un ral·li que es disputa sobre terra.
L'any 2019, amb la victòria en aquesta prova d'Oliver Solberg, aquest es convertia, amb 17 anys, en el pilot més jove de la història en guanyar un ral·li del Campionat d'Europa.
El pilot amb un nombre més gran de victòries és Nikolai Griazin amb tres. Per darrera, tant Oliver Solberg com Martins Sesks han aconseguit dues victòries en aquesta prova. Com a prova puntuable pel Campionat Mundial, el pilot que va aconseguir la victòria va ser el finlandès Kalle Rovanperä, tot i que curiosament el pilot que va sumar més punts al global de la prova va ser el francès Sébastien Ogier.

## Guanyadors
A 18 de juny de 2023
| Any  | Edició                      | Pilot           | Copilot                | Cotxe                  | Camp. |        |
| ---- | --------------------------- | --------------- | ---------------------- | ---------------------- | ----- | ------ |
| 2013 | 1. Ral·li Liepāja Ventspils | Jari Ketomaa    | Kaj Lindström          | Ford Fiesta RRC        | ERC   |        |
| 2014 | 2. Ral·li Liepāja Ventspils | Esapekka Lappi  | Janne Ferm             | Škoda Fabia S2000      | ERC   | [ 5 ]  |
| 2015 | 3. Ral·li Liepāja Ventspils | Craig Breen     | Scott Martin           | Peugeot 208 T16        | ERC   | [ 6 ]  |
| 2016 | 4. Ral·li Liepāja           | Ralfs Sirmacis  | Arturs Simins          | Škoda Fabia R5         | ERC   |        |
| 2017 | 5. Ral·li Liepāja           | Nikolai Griazin | Yaroslav Fedorov       | Škoda Fabia R5         | ERC   | [ 7 ]  |
| 2018 | 6. Ral·li Liepāja           | Nikolai Griazin | Yaroslav Fedorov       | Škoda Fabia R5         | ERC   |        |
| 2019 | 7. Ral·li Liepāja           | Oliver Solberg  | Aaron Johnston         | Volkswagen Polo GTI R5 | ERC   | [ 8 ]  |
| 2020 | 8. Ral·li Liepāja           | Oliver Solberg  | Aaron Johnston         | Volkswagen Polo GTI R5 | ERC   |        |
| 2021 | 9. Ral·li Liepāja           | Nikolai Griazin | Konstantin Aleksandrov | Volkswagen Polo GTI R5 | ERC   | [ 9 ]  |
| 2022 | 10. Ral·li Liepāja          | Martins Sesks   | Renars Francis         | Škoda Fabia Rally2 Evo | ERC   | [ 10 ] |
| 2023 | 11. Ral·li Liepāja          | Martins Sesks   | Renars Francis         | Škoda Fabia RS Rally2  | ERC   | [ 11 ] |
| 2024 | 12. Tet Rally Latvia        | Kalle Rovanperä | Jonne Halttunen        | Toyota GR Yaris Rally1 | WRC   | [ 12 ] |